# Мороз, Даниил Ефимович
Даниил Ефимович Мороз (1910—2002) — подполковник Советской Армии, участник Великой Отечественной войны, Герой Советского Союза (1944).

## Биография
Даниил Мороз родился 10 июля 1910 года в селе Бубновщина (ныне — Прилукский район Черниговской области Украины). Украинец. После окончания автодорожного техникума работал в зверосовхозе в Амурской области. В 1932 году Мороз был призван на службу в Рабоче-крестьянскую Красную Армию. В 1936 году он окончил Уссурийское военно-политическое училище, в 1944 году — Ростовское училище самоходной артиллерии. С июля 1944 года — на фронтах Великой Отечественной войны, командовал батареей 1493-го самоходного артиллерийского полка 11-го танкового корпуса 1-го Белорусского фронта. Отличился во время форсирования Западного Буга.
Батарея Мороза успешно захватила переправу через Западный Буг, уничтожив 4 танка, 2 самоходных артиллерийских орудия, 2 батареи миномётов, 9 пулемётов и около 150 солдат и офицеров противника. Её действия способствовали переправе и захвату плацдарма основными силами. Также батарея Мороза неоднократно отличалась во время освобождения польских городов. В бою под городом Седльце он был тяжело ранен.
Указом Президиума Верховного Совета СССР от 26 сентября 1944 года за «мужество и героизм, проявленные при форсировании реки Западный Буг и удержании плацдарма на его западном берегу» старший лейтенант Даниил Мороз был удостоен высокого звания Героя Советского Союза с вручением ордена Ленина и медали «Золотая Звезда» за номером 5158.
После окончания войны Мороз продолжил службу в Советской Армии. В 1949 году он окончил Высшую офицерскую школу самоходной артиллерии. В 1957 году в звании подполковника Мороз был уволен в запас. Проживал и работал сначала в Алма-Ате, затем в Севастополе. 
Скончался 9 марта 2002 года, похоронен на кладбище «Кальфа» в Севастополе.
Был также награждён орденами Красного Знамени и Александра Невского, двумя орденами Отечественной войны 1-й степени, орденами Отечественной войны 2-й степени и Красной Звезды, рядом медалей, а также украинским  орденом Богдана Хмельницкого II (5.05.1999).
В честь Д. Мороза названа улица в его родном селе Бубновщина на Черниговщине.